# Wasserhyazinthen
Die Wasserhyazinthen (Pontederia subg. Eichhornia) sind seit 2018 eine Untergattung der Hechtkräuter (Pontederia) in der Familie der Wasserhyazinthengewächse (Pontederiaceae) innerhalb der Ordnung der Commelinaartigen (Commelinales).

## Beschreibung

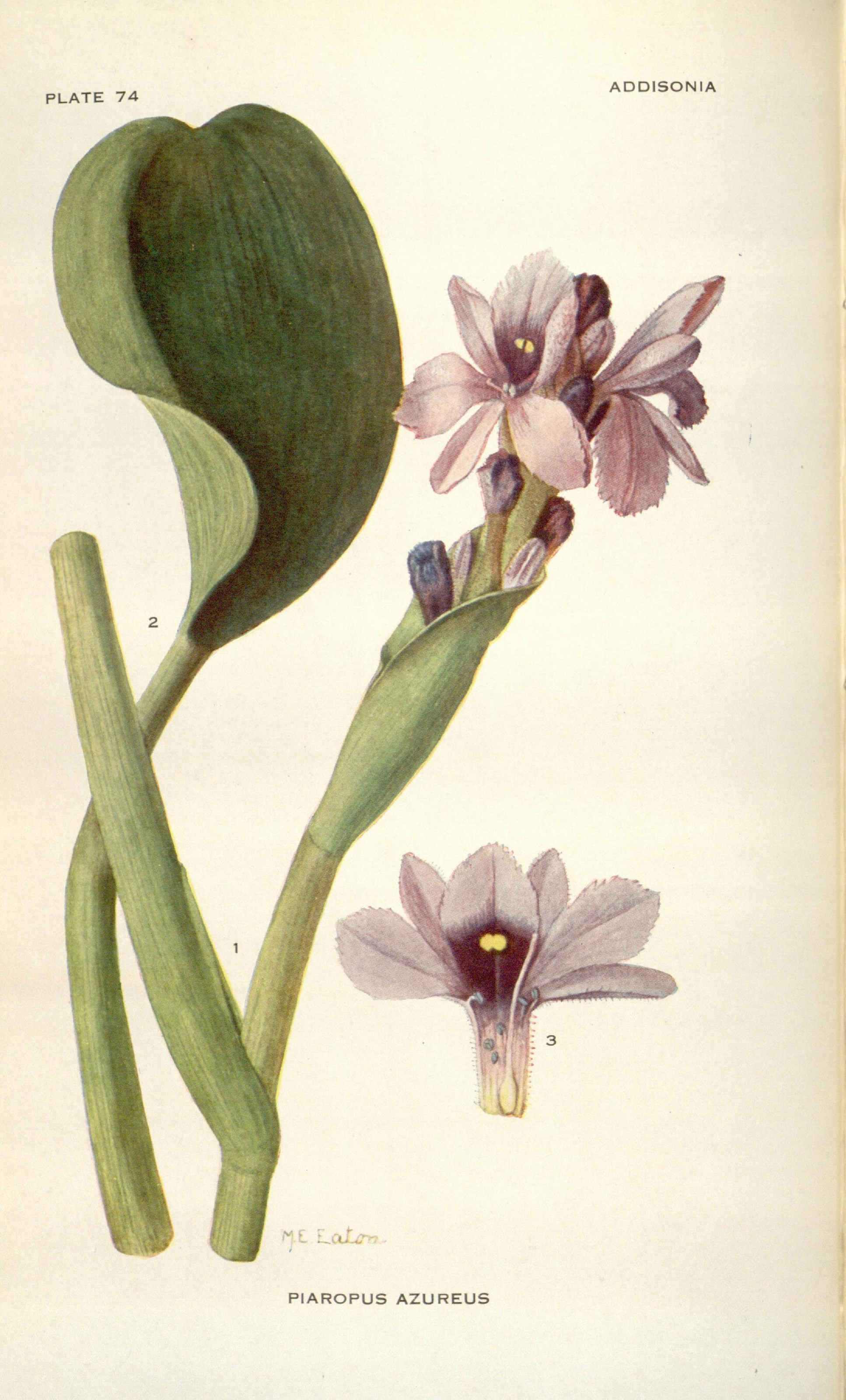
Illustration aus Addisonia, Tafel 074 von Pontederia azurea

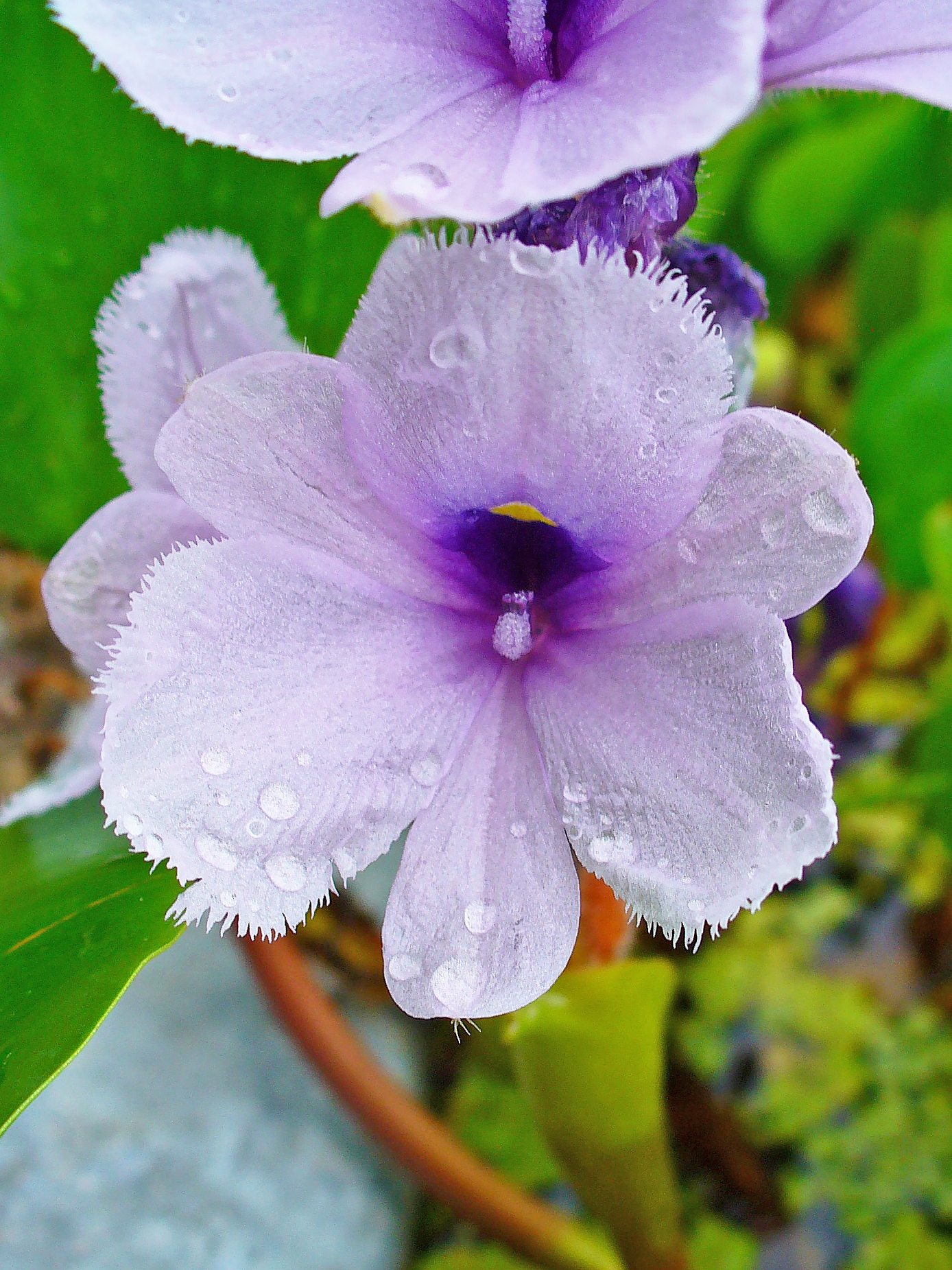
Zygomorphe Blüte von Pontederia azurea

### Vegetative Merkmale
Arten der Untergattung Pontederia subg. Eichhornia sind  ausdauernde krautige Pflanzen. Diese Sumpf- oder Wasserpflanzen wurzeln im schlammigen Boden oder gedeihen freiflutend. Bei den beiden im Boden verankerten Arten (Pontederia azurea und Pontederia heterosperma) sind kurze Rhizome vorhanden. Die Wurzeln sind dünn, faserig oder schwammig. Die submersen Stängel wachsen zur Wasseroberfläche oder die emersen Stängel sind selbständig aufrecht bis niederliegend oder kriechend. Die Stängel sind innen schwammartig. Die Stängel verzweigen sich an ihrer Basis oder sind einfach; sie können an ihren basalen Knoten oder an ihrer gesamten Länge Wurzeln ausbilden. Die Internodien können sehr kurz oder lang sein.
Die Laubblätter sind erst spät vergänglich, manchmal sind sie sehr lange haltbar. Die flutenden oder über der Wasseroberfläche stehenden Laubblätter sind wechselstängig am Stängel relativ gleichmäßig verteilt angeordnet und in Blattstiel sowie -spreite gegliedert oder sitzend. Die Blattstiele können relativ lang sein und sind nie aufgeblasen. Die Blatthäutchen sind gestutzt. Die einfachen Blattspreiten sind herzförmig, bis eiförmig oder mehr oder weniger breit verkehrt-eiförmig bis kreisförmig. mit stumpfen oberen Enden. Es liegt Paralleladerung vor, wobei die Blattadern je nach Spreitenform mehr oder weniger in Bögen verlaufen.

### Blütenstände und Blüten
Es sind end- oder seitenständige Blütenstandsschäfte vorhanden. Die zusammengesetzten Gesamtblütenstände sind sehr unterschiedlich aus Teilblütenständen aufgebaut. Es gibt oft einen Hauptblütenstand auf dem sich ein verzweigter thyrsenförmiger Blütenstand aus wechselständig angeordneten Teilblütenständen, in denen sich jeweils nur eine bis drei Blüten befinden. Es ist ein röhrenförmiges Tragblatt vorhanden. Es sind meist keine Deckblätter vorhanden. Es sind keine erkennbaren Blütenstiele vorhanden.
Die zwittrigen Blüten sind zygomorph und dreizählig. Es gibt zwei Kreise mit je drei Blütenhüllblättern; die Blütenhüllblätter des äußeren und des inneren Kreises sind ungleich. Die Blütenhüllblätter sind selten nur an ihrer Basis, meist bis etwa der Hälfte ihrer Länge stieltellerförmig verwachsen und bilden ein Hypanthium. Die Farben der Blütenhüllblätter sind hellrosa-, rosa-, malvenfarben, von hell- bis bläulich-violett bis purpurfarben. Die freien Bereiche der Blütenhüllblätter sind elliptisch bis länglich oder verkehrt-eiförmig. Die Anordnung der Blütenhüllblätter ist meist drei obere sowie drei untere, selten fünf obere und ein unteres. Das zentrale obere Blütenhüllblatt besitzt meist ein Saftmal, das aus zwei gelben bis grünen Flecken besteht, die meist von einem dunkel-purpurfarbenen bis bläulich-purpurfarbenen, selten weißen verschwommenen Fleck umgeben sind; nach der Anthese biegt es sich zurück.
Von den sechs Staubblättern besitzen die unteren drei kürzere Staubfäden als die oberen. Die bleistiftförmigen Staubfäden sind J-förmig oder zurück sowie abwärts gekrümmt und kahl bis drüsig flaumig behaart. Die Staubfäden sind untereinander frei. Die dorsifixen Staubbeutel sind länglich bis elliptisch oder pfeilförmig und öffnen sich mit Rissen oder Poren. Die drei Fruchtblätter sind zu einem oberständigen, dreikammerigen Fruchtknoten verwachsen; alle drei Fruchtblätter sind fertil und entwickeln sich bis zur Fruchtreife. Es sind mehrere Samenanlagen vorhanden und die Plazentation zentralwinkelständig (axile). Septalnektarien sind meist vorhanden. Die Stellung der Griffel ist bei einigen Arten sehr unterschiedlich: es kommt Pseudo-Homostylie, Tristylie und Enantiostylie (Schiefgriffligkeit) vor. Der Griffel ist J-förmig und kahl. Die Narben sind kopfig bis dreilappig. Es sind Septalnektarien vorhanden.

### Früchte und Samen
Die verwelkenden Blütenhüllblätter umhüllen locker die sich entwickelnde Frucht. Bei dieser Untergattung werden nach der Befruchtung ellipsoide bis verkehrt-längliche Kapselfrüchte gebildet, die sich = lokulizid fachspaltig oder unregelmäßig öffnen. Das Anthokarp ist dünn und glatt.
Die Samen sind breit verkehrt-länglich oder fast kugelig. Die Samenschale (Testa) ist braun bis hell-braun. Am Samen sind längsverlaufende auffällige bis unauffällige Flügel vorhanden. Es ist ein Funiculus vorhanden, das Hilum ist punktiert und die Embryotega ist dorsal, nicht bespitzt sowie dunkler als der Rest des Samens.

## Ökologie
Die Arten der Gattung Pontederia s. l. gedeihen als Sumpf- und Wasserpflanzen; sind also Helophyten oder Hydrophyten. Typisch für die Pontederia-Arten sind die sandbindenden Wurzeln, die in den verwandten Familien nicht vorkommen.
Es liegt Chasmogamie vor, also sind die Blüten während der Anthese geöffnet, damit Fremdbestäubung möglich ist. Die Bestäubung erfolgt durch Insekten (Entomophilie).

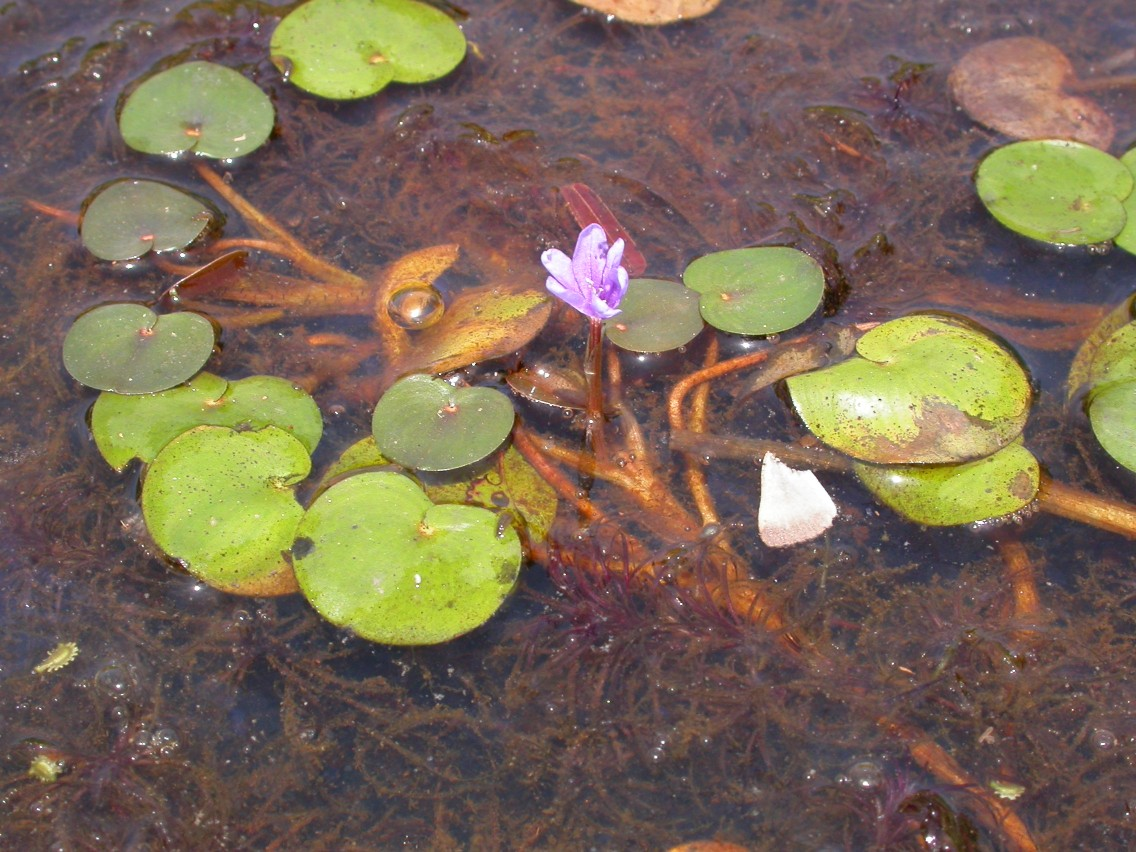
Habitus, Laubblätter und Blüte von Ungleichblättrige oder Verschiedenblättrige Wasserhyazinthe (Pontederia natans) in einem See in Burkina Faso

## Systematik und Verbreitung
Die Gattung Eichhornia wurde 1842 durch Karl Sigismund Kunth in Eichhornia, Genus Novum e familia Pontederiacearum 3, S. 3 aufgestellt. Auch Kunth: Enumeratio Plantarum ..., 4, 1843, S. 129 gilt als Erstveröffentlichung, ist ein Isonym. Typusart ist Eichhornia azurea (Sw.) Kunth (das Synonym von Pontederia azurea Sw.). Der wissenschaftliche Gattungsname Eichhornia ehrt den preußischen Kultusminister Johann Albrecht Friedrich von Eichhorn (1779–1856). Sie hat seit Marco O. O. Pellegrini, Charles N. Horn, Rafael F. Almeida: Total evidence phylogeny of Pontederiaceae (Commelinales) sheds light on the necessity of its recircumscription and synopsis of Pontederia L. in PhytoKeys, Volume 108, August 2018, S. 25–83 den Rang einer Untergattung Pontederia subg. Eichhornia (Kunth) M.Pell. & C.N.Horn (Syn.: Eichhornia Kunth nom. cons, Leptosomus Schltdl.) der Gattung Pontederia. in Pellegrini et al. 2018 erfolgten auch die gültigen Neukombitionen für die in diese Untergattung eingeordneten Arten.
- Untergattung Pontederia subg. Eichhornia (Kunth) M.Pell. & C.N.Horn (Syn.: Eichhornia Kunth, Leptosomus Schltdl.): Sie hat seit 2018 den Rang einer Untergattung.[1] Von den vier Arten gedeihen drei in der Neotropis und eine kommt im kontinentalen Afrika sowie in Madagaskar vor:[1]
  - Azurblaue Wasserhyazinthe, Dünnstielige Eichhornie oder Dünnstielige Wasserhyazinthe (Pontederia azurea Sw., Syn.: Eichhornia azurea (Sw.) Kunth, Piaropus azureus (Sw.) Raf.): Sie ist von Mexiko über Zentralamerika und Karibische Inseln bis Argentinien verbreitet.[1] Es gibt Fundortangaben für das südliche Mexiko, Guatemala, Honduras, Costa Rica, Nicaragua, Panama, Kuba, die Dominikanische Republik, Trinidad und Tobago, Venezuela, Kolumbien, Bolivien, Ecuador, Peru, Paraguay, Uruguay, Französisch-Guayana, Guyana, Suriname, Brasilien und das nordöstliche Argentinien.[4]
  - Ungleichblättrige oder Verschiedenblättrige Wasserhyazinthe (Pontederia diversifolia (Vahl) M.Pell. & C.N.Horn, Syn.: Eichhornia diversifolia (Vahl) Urb., Heteranthera diversifolia Vahl): Sie ist von Zentralamerika und auf Karibischen Inseln bis Südamerika weitverbreitet.[1] Es gibt Fundortangaben für Guatemala, Belize, Honduras, Nicaragua, Costa Rica, El Salvador, Bolivien, Kolumbien, Ecuador, Französisch Guiana, Guyana und Brasilien.[4]
  - Pontederia heterosperma (Alexander) M.Pell. & C.N.Horn (Syn.: Eichhornia heterosperma Alexander): Sie ist von Zentralamerika und bis Südamerika weitverbreitet.[1] Es gibt Fundortangaben für das südöstliche Mexiko, Guatemala, Belize, Honduras, Costa Rica, Nicaragua, El Salvador, Panama, Kuba, Trinidad-Tobago, Venezuela, Kolumbien, Bolivien, Ecuador, Französisch-Guyana, Guyana, Suriname und Brasilien.[4]
  - Pontederia natans P.Beauv. (Syn.: Eichhornia natans (P.Beauv.) Solms, Leptosomus natans (P.Beauv.) Schltdl.): Sie ist in Afrika und Madagaskar weitverbreitet.[1] Es gibt Fundortangaben für Ägypten, den Sudan, den Tschad, die Elfenbeinküste, Angola, Benin, Burkina Faso, den Caprivistreifen, die Zentralafrikanische Republik, Republik Kongo, die Demokratische Republik Kongo, Gabun, Gambia, Ghana, Guinea, Guinea-Bissau, Liberia, Mali, Mosambik, Niger, Nigeria, Ruanda, Senegal, Sierra Leone, Togo, Uganda, Sambia, Simbabwe, Botswana, Namibia und Madagaskar.[4]

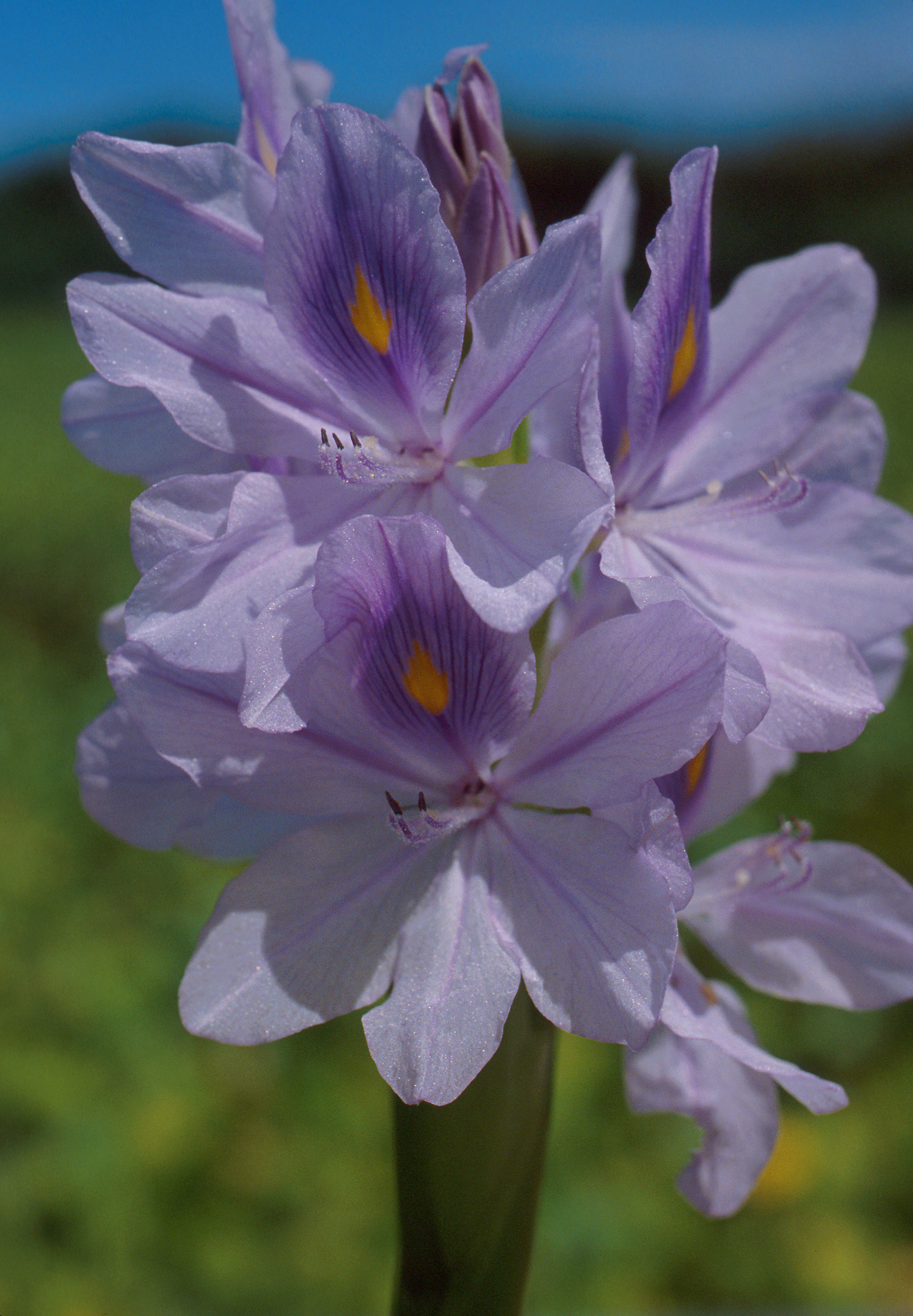
Blütenstand von Dickstielige Wasserhyazinthe (Pontederia crassipes)

- Nicht zu dieser Untergattung gehört die eine Art, die in die Untergattung Pontederia subg. Oshunae M.Pell. & C.N.Horn gestellt wurde. Sie wurde 2018 aufgestellt und enthält nur eine Art:[1]
  - Dickstielige Wasserhyazinthe (Pontederia crassipes Mart., Syn.: Eichhornia crassipes (Mart.) Solms, Piaropus mesomelas Raf. nom. illeg.): Sie ist in Südamerika weitverbreitet und vielen Gebieten der Welt ein Neophyt.[1]

### Botanische Geschichte
Die Gattung der Wasserhyazinthen (Eichhornia) im Umfang vor 2018 ist in der Neotropis verbreitet.

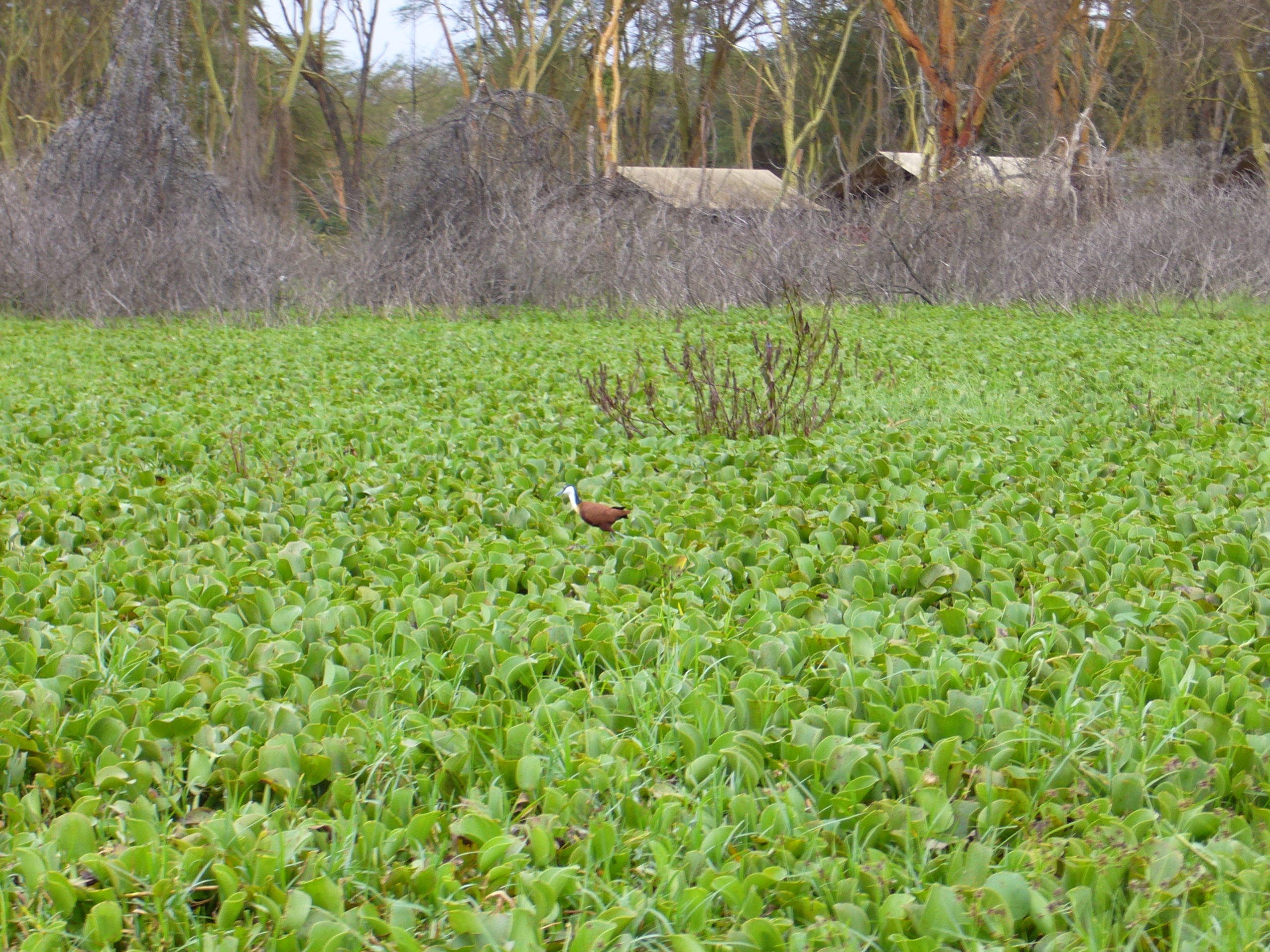
Azurblaue Wasserhyazinthe (Eichhornia azurea im See Naivasha in Kenia)

Wenige Arten wurden als Zierpflanzen in andere tropische Gebiete gebracht und neigen dazu, zu verwildern. Teilweise verdrängen sie andere Arten und führen zur Verkrautung von Gewässern (sie zählen weltweit zu den invasivsten Neophyten). Dies führt dazu, dass die Gewässer stärker verlanden oder ihren Biotoptyp verändern.
Zur Gattung der Wasserhyazinthen (Eichhornia Kunth) im Umfang vor 2018 gehörten etwa sieben oder weniger Arten:
- Azurblaue Wasserhyazinthe, Dünnstielige Eichhornie oder Dünnstielige Wasserhyazinthe (Eichhornia azurea (Swartz) Kunth, Syn.: Pontederia azurea): Sie ist in der Neotropis verbreitet.
- Dickstielige Wasserhyazinthe (Eichhornia crassipes (Martius) Solms, Syn.: Eichhornia speciosa Knuth, Pontederia crassipes Mart., Piaropus crassipes (Martius) Raf.): Die ursprüngliche Heimat ist das tropische Südamerika.
- Ungleichblättrige oder Verschiedenblättrige Wasserhyazinthe (Eichhornia diversifolia (Vahl) Urban; Syn.: Eichhornia natans (P.Beauv.) Solms): Sie ist in der Neotropis verbreitet.
- Eichhornia heterosperma Alexander: Sie ist in der Neotropis verbreitet.
- Eichhornia meyeri A.G.Schulz: Sie kommt vom östlichen Bolivien bis Brasilien vor.
- Brasilianische Wasserhyazinthe (Eichhornia paniculata (Sprengel) Solms-Laubach, Syn.: Piaropus paniculatus (Sprengel) Small, Eichhornia martiana Seub.): Das Verbreitungsgebiet reicht von Florida und dem südlichen Mexiko bis ins tropische Südamerika.
- Eichhornia paradoxa (Mart. ex Schult. & Schult. f.) Solms: Sie kommt in Costa Rica, Guatemala, Venezuela und Brasilien vor.

## Bilder

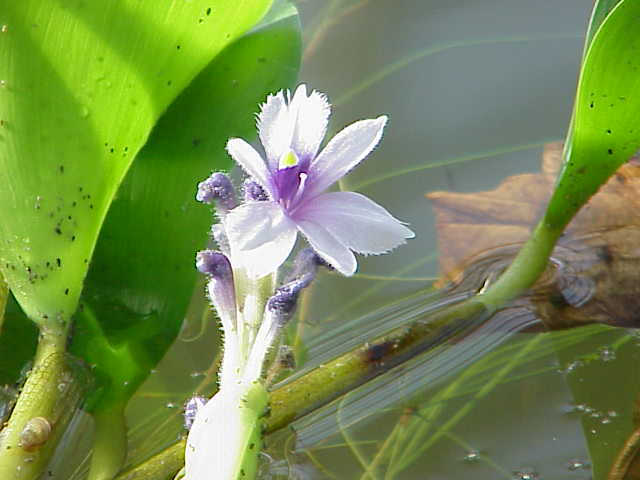
Azurblaue Wasserhyazinthe (Pontederia azurea)
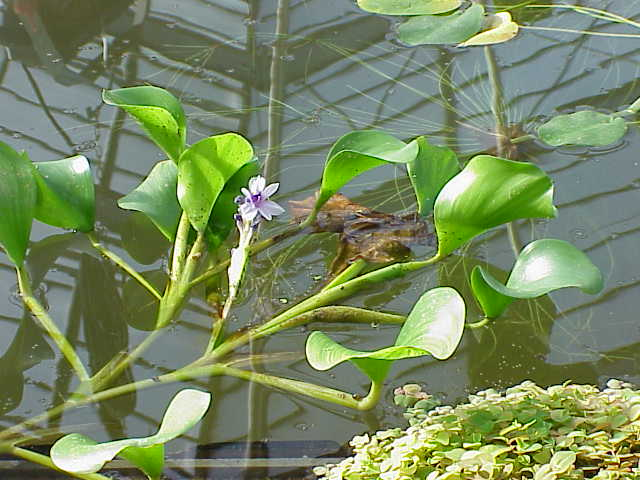
Azurblaue Wasserhyazinthe (Pontederia azurea)